# 東園栄子 (子爵夫人)
東園 栄子（ひがしぞの さかこ、1868年2月18日〈慶応4年 / 明治元年1月25日〉 - 1949年〈昭和24年〉1月9日）は、日本の子爵夫人。久邇宮朝彦親王第2王女、子爵東園基愛の後室。降嫁前の全名は栄子女王（さかこじょおう）。

## 生涯

### 皇族時代
慶応4年1月25日（1868年2月18日）、久邇宮朝彦親王の第2王女として生まれる。
明治16年（1883年）4月18日、昭憲皇太后に召され、共に御苑で観桜した。
明治18年（1885年）2月7日、山階宮晃親王の古稀の祝賀会に参加した。
明治20年（1887年）4月29日、井上馨邸行啓後の英照皇太后の御覧・晩餐を共にした。
明治22年（1889年）1月14日、絢子女王・素子女王・篶子女王らと共に昭憲皇太后に対面した。
明治23年（1890年）10月3日、博経親王妃郁子と共に、品川駅より汽車に乗り、神奈川県へ旅行に赴き、10月12日に帰京した。
明治24年（1891年）10月25日、守正王・絢子女王・篶子女王と共に、父朝彦親王の病気訪問のため伊勢に赴いたが、朝彦親王は同日中に薨御した。10月28日、京都に到着した。10月29日、遺体が京都に到着し、対面した。
明治25年（1892年）5月21日、絢子女王・素子女王・篶子女王と阪奈地方へ旅行へ赴き、5月23日に帰京した。5月29日、麻布区に在った旧多度津藩邸に移転した。6月1日には絢子・素子・篶子と共に昭憲皇太后に対面し、白縮緬一疋を下賜された。
明治26年（1893年）8月5日、素子女王と共に日光へ旅行に赴いた。
明治28年（1895年）5月、彰仁親王妃頼子・能久親王妃富子・依仁親王妃八重子・博経親王妃郁子と共に東京陸軍予備病院の患者を慰問した。11月、北白川宮能久親王が薨御したため叔父の続柄として服喪した。
明治29年（1896年）12月9日、昭憲皇太后が伏見宮邸に行啓し、対面した。
明治31年（1898年）2月、山階宮晃親王が薨御したため伯父の続柄として服喪した。7月3日、鎌倉に旅行し、7月5日に帰京した。
明治32年（1899年）6月11日、再び鎌倉に旅行し、6月14日に帰京した。

### 子爵夫人
明治32年（1899年）9月5日、明治天皇より結婚の勅許を受けた。9月21日、暇乞のため参内し昭憲皇太后と対面し、紅白縮緬各一疋・ダイヤモンド入りブローチを下賜された。9月26日に東園基愛に降嫁した。これに伴い同日、明治天皇・昭憲皇太后より祝賀として紅白縮緬各一疋を下賜された。
2人の間に子を成さぬまま、基愛は大正9年（1920年）11月10日に薨去した。
昭和24年（1949年）1月9日19時、狭心症のため熱海市水口の自宅において薨去した。

## 栄典

### 記念章
- 明治23年（1890年）05月22日、日本赤十字社名誉社員章[32]
- 大正04年（1915年）11月10日、大礼記念章[33]